# Buais-les-Monts
Buais-les-Monts es una comuna nueva francesa situada en el departamento de Mancha, de la región de Mondongo.

## Historia
Fue creada el 1 de enero de 2016, en aplicación de una resolución del prefecto de Mancha de 9 de diciembre de 2015 con la unión de las comunas de Buais y Saint-Symphorien-des-Monts, pasando a estar el ayuntamiento en la antigua comuna de Buais.

## Demografía
| Gráfica de evolución demográfica de Buais-les-Monts entre 1800 y 2013 |
|                                                                       |

Los datos entre 1800 y 2013 son el resultado de sumar los parciales de las dos comunas que forman la nueva comuna de Buais-les-Monts, cuyos datos se han cogido de 1800 a 1999 (o a 2006 según corresponda), para las comunas de Buais y Saint-Symphorien-des-Monts de la página francesa EHESS/Cassini. Los demás datos se han cogido de la página del INSEE.

## Composición
| Comuna delegada            | Código INSEE | Población (2013) | Superficie (km²) | Densidad (hab./km²) |
| -------------------------- | ------------ | ---------------- | ---------------- | ------------------- |
| Buais                      | 50090        | 515              | 17.92            | 29                  |
| Saint-Symphorien-des-Monts | 50557        | 144              | 6.81             | 21                  |